# Abu Madyan

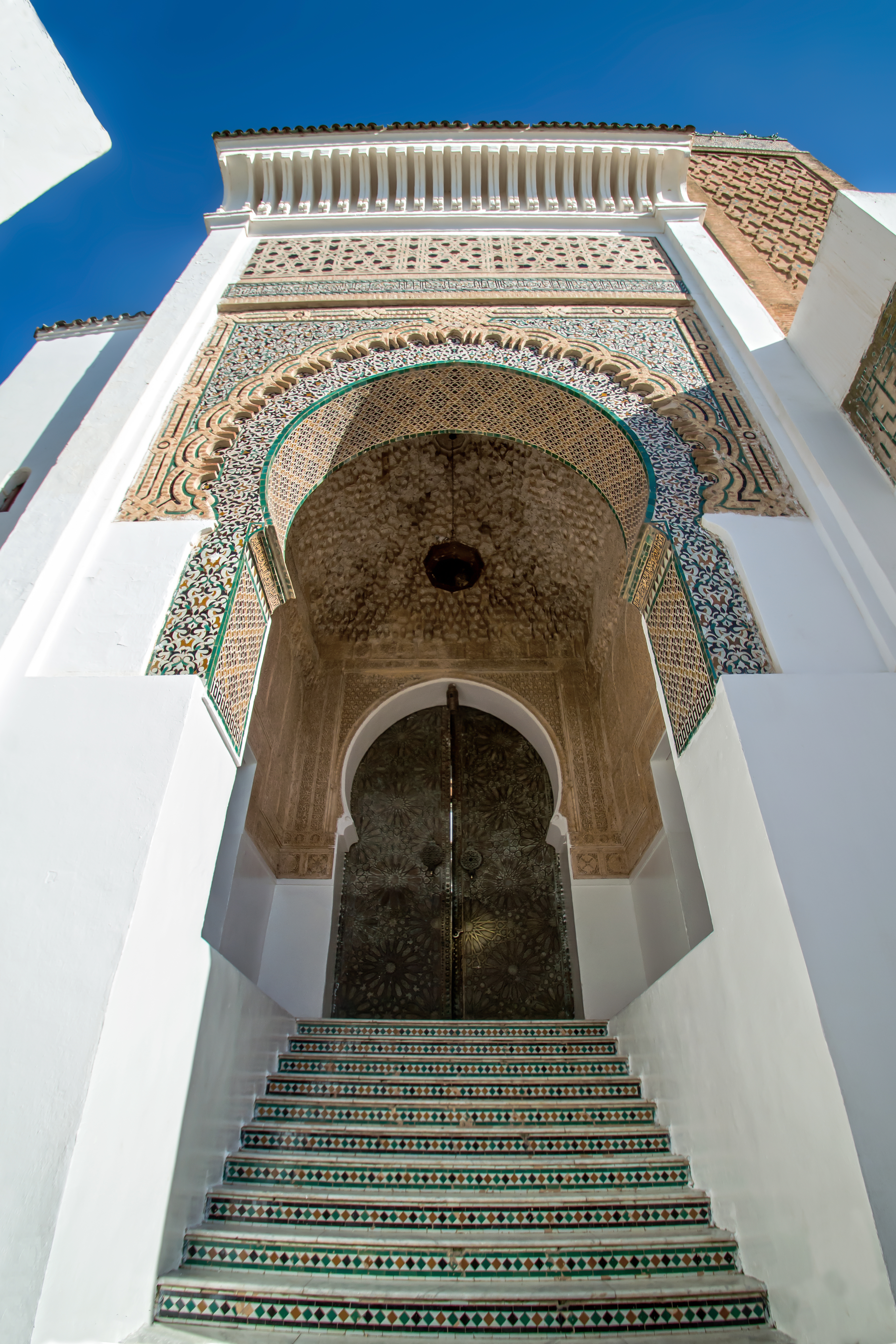
Entrada da Mesquita de Abu Madiane

Abu Madiane Suaiabe ibne Amade ibne Iafar ibne Suaiabe ibne Huceine Alançari (Abū Madyan, Šu‛ayb b. Aḥmad b. Ŷa‛far b. Šu‛ayb b. al-Husayn al-Ansari; 1126, Cantillana - 13 de novembro de 1197, El Eubbad) é o santo patrono da cidade de Tremecém. 

## Vida
Proveniente de uma família de origem árabe, nasceu em 1126 em Cantillana, perto de Sevilha. Estudou primeiro em Sevilha, e depois em Fez. E foi nesta última cidade que foi instruído na doutrina sufi por Alboácem ibne Harzim e por Abu Abedalá Dacaque. Nas montanhas do Atlas Madiane procurou, junto do asceta berbere Abu Iaza, a iniciação mística. Indo em peregrinação a Meca, fez uma paragem em El Eubbad, um faubourg de Tremecém, onde ensinou a teologia e o místicismo.
Em Meca conheceu Abdalcáder Guilani. No caminho de regresso, fez uma paragem na Palestina, onde participou com Saladino numa importante batalha contra os Cruzados. De volta ao Magrebe, instalou-se em Bugia, a culta e florescente capital dos Hamádidas.
Concentrando as correntes iniciáticas derivadas da Escola de Bagdá de Guilani, de Algazali, Abu Madiane transmitiu-as através de ibne Maxixe e de Chadili à maioria das thourouq do Magrebe.
A sua reputação em ciência e santidade valeram-lhe, como a Averróis, a desconfiança do califa almóada Iacube Almançor, que o fez enviar a Marrocos, de onde jamais regressou. Morreu em El Eubbad a 13 de novembro de 1197. Foi aí que se edificou seu mausoléu, tornado lugar de peregrinação para os habitantes de Tremecém.